# سحليات الورك الحقيقية
سحليات الورك الحقيقية (الاسم العلمي: Eusaurischia) هي أصنوفة من الزواحف تتبع سحليات الورك من فوق رتبة الأركوصورات.

## التصنيف
- شبيهات عظائيات الأرجل
  - عظائيات الأرجل البدائية
    - العظائيات المسطحة
      - طويلات الأرجل
        - طويل الفقار